# Zamarada chrysothyra
Zamarada chrysothyra là một loài bướm đêm trong họ Geometridae.